# Amfibija (letjelica)
Amfibija je zrakoplov sposoban uzlijetati i slijetati i na kopno i vodene površine. Umjesto stajnog trapa zrakoplovi imaju plovke za slijetanje na vodu. U plovke su ugrađeni uvlačeći kotači koji se prilikom slijetanja na kopno izvlače. Aerodinamičnog su oblika radi što manjeg čeonog otpora. Umjesto plovaka na nekim je zrakoplovima cijeli trup prilagođen za slijetanje na vodene površine, a plovci koji se nalaze na krajevima krila sprečavaju prevrtanje. 
Hrvatski konstruktor Rudolf Fizir 1931. godine izgradio je amfibiju koja je prva imala motor slabiji od 100 KS pokazavši tako na najbolji način svoju sposobnost konstruktora.
Jedna od danas najpoznatijih Amfibija je protupožarni zrakoplov Kanader, Canadair CL-415.